# ستيف دان (لاعب كرة قاعدة)
ستيف دان (بالإنجليزية: Steve Dunn)‏ هو لاعب كرة قاعدة أمريكي، ولد في 18 أبريل 1970 في تشامبيغن في الولايات المتحدة.

## وصلات خارجية
- ستيف دان على موقعبيزبول رفرنس.كوم (الدوري الرئيسي) (الإنجليزية)
- ستيف دان على موقعبيزبول رفرنس.كوم (الدوري الثانوي) (الإنجليزية)
- ستيف دان على موقع مشجعي الرسوم البيانية (الإنجليزية)